# Lappbaldakinspindel
Lappbaldakinspindel (Estrandia grandaeva) är en spindelart som först beskrevs av Eugen von Keyserling 1886.  Lappbaldakinspindel ingår i släktet Estrandia och familjen täckvävarspindlar. Arten är reproducerande i Sverige. Inga underarter finns listade i Catalogue of Life.